# Barra (relleu)

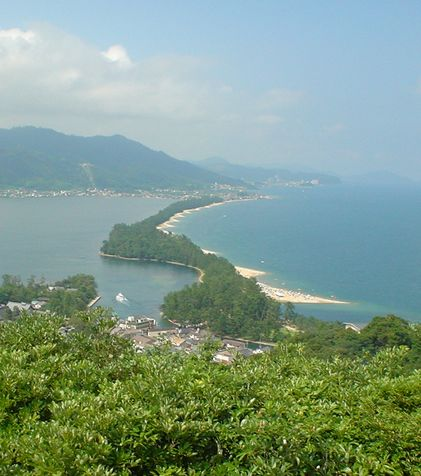
Barra d'Amanohashidate, al Japó, amb les seves noves formacions de bancs de sorra.

Una barra en geomorfologia, és una formació de terra en una massa d'aigua. Les barres tendeixen a ser llargues i lineals i és molt usual que es formin en zones on es diposita grava o sorra en aigües poc pregones, apareixen en rius, llacs i mars. La barra està composta bàsicament d'arena, però pot ser un altre material més gruixut arrossegat pel corrent de l'aigua. De vegades la barra es forma a centenars de quilòmetres al llarg de la costa, aleshores se'n diu illa barrera.
Es considera les barres i bancs de sorra com un procés natural de l'erosió litoral. El tómbol és una barra que forma istmes entre una illa i una roca gran, illa o costa continental.
Una barra de badia és una barra d'arena que travessa completament una badia aillant-la completament del mar o oceà que l'alimenta, formant al seu pas una llacuna.

## Exemples
- A l'estat mexicà de Tamaulipas,al nord d el'estat, hi ha una barra que separa al golf de Mèxic amb la Laguna Madre, aquesta barra continua fins al sud de Houston on acaba a la badia de Galveston. Les principals barres són la de Soto la Marina i la d'Americanos (coordenades: 25° 07′ 00.15″ N, 97° 29′ 58.85″ O / 25.1167083°N,97.4996806°O).
- A Yucatán i Quintana Roo, Mèxic, hi ha una barra més gruixuda que separa al golf de Mèxic amb una llacuna tancada, en aquesta barra es troba l'illa de Holbox (coordenades: 21° 30′ 28.12″ N, 87° 34′ 01.12″ O / 21.5078111°N,87.5669778°O).